# Catherine Lacoste
Catherine Lacoste, född 27 juni 1945 i Paris, är en fransk golfspelare.
Lacoste vann 1967 års US Womens Open som 22-årig amatör i den tredje professionella tävling som hon ställde upp i. Hon blev då den andra spelaren utanför USA som vann en majortävling på LPGA-touren efter Fay Crocker från Uruguay och den enda franska kvinnan tills Patricia Meunier-Lebouc vann 2003 års Kraft Nabisco Championship. 2010 är hon fortfarande den enda amatören som har vunnit US Womens Open. 
Lacoste vann även de amerikanska och brittiska amatörmästerskapen 1969 men hon blev aldrig professionell.
Hon är dotter till den franske tennisspelaren René Lacoste och sitter i styrelsen i det stora franska modeföretaget Lacoste som han grundade. Hennes mor var också en framstående golfspelare som även hon vann British Women's Amateur golf championship. 
Catherine Lacoste har i många år varit president i Chantaco Golf Club som ligger nära hennes hem i Biarritz. Hon äger även en gård i Spanien. Genom åren har hon spelat få golftävlingar men är kapten för de franska damernas amatörlandslag.